# Fredropol (gmina)
Fredropol [frɛˈdrɔpɔl] est une commune rurale de la Voïvodie des Basses-Carpates et du powiat de Przemyśl. Elle s'étend sur 159,7 km² et comptait 5 637 habitants en 2010.
Elle se situe à environ 10 kilomètres au sud de Przemyśl et à 66 kilomètres au sud-est de Rzeszów, la capitale régionale.